# Dia Internacional contra a Corrupção

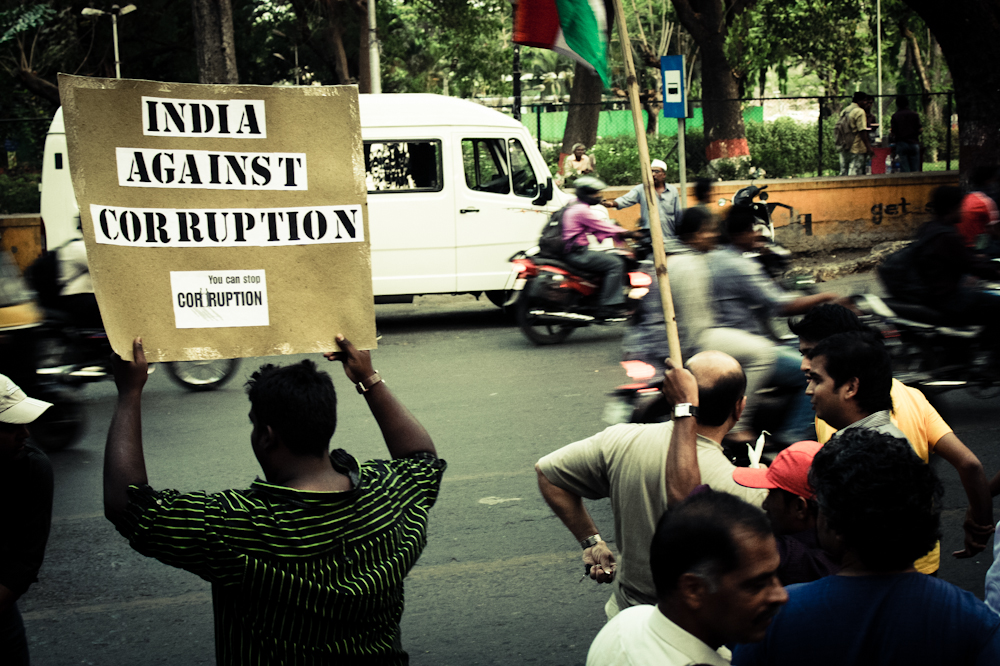
Dia Internacional Anticorrupção.

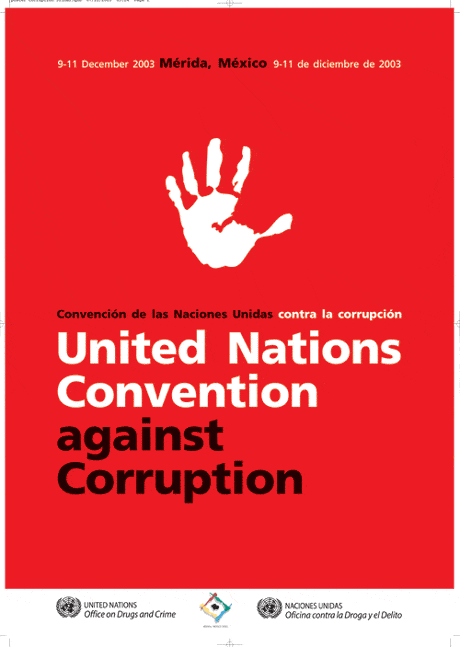
O Capítulo V da Convenção das Nações Unidas contra a Corrupção (2003) deixa claro que a Recuperação de Ativos é uma prioridade internacional na luta contra a corrupção.

Dia Internacional contra a Corrupção é celebrado em 9 de dezembro. Foi declarado pela Organização das Nações Unidas desde a Convenção das Nações Unidas contra a Corrupção.

## Antecedentes
A Convenção afirma, em parte, que a ONU é
preocupada com a gravidade dos problemas e ameaças que a corrupção representa para a estabilidade e a segurança das sociedades, minando as instituições e os valores da democracia, dos valores éticos e da justiça e pondo em causa o desenvolvimento sustentável e o Estado de direito
e delega à convenção o poder de:
promover e reforçar medidas de prevenção e combate à corrupção de forma mais eficiente e eficaz... promover, facilitar e apoiar a cooperação internacional e a assistência técnica na prevenção e combate à corrupção... [e] promover a integridade, a responsabilidade e a gestão adequada da coisa pública e do patrimônio público...

## "Your NO Counts"
A campanha "Your NO Counts" é uma campanha internacional conjunta criada pelo Programa das Nações Unidas para o Desenvolvimento e pelo Escritório das Nações Unidas sobre Drogas e Crime para marcar o Dia Internacional Anticorrupção (9 de dezembro) e aumentar a conscientização sobre a corrupção e como combatê-la.
A campanha internacional conjunta de 2009 focou em como a corrupção atrapalha os esforços para alcançar os Objetivos de Desenvolvimento do Milênio acordados internacionalmente, mina a democracia e o estado de direito, leva a violações dos direitos humanos, distorce os mercados, corrói a qualidade de vida e permite o crime organizado, o terrorismo e outras que as ameaças à segurança humana floresçam.